# Supersypnoides brunnea
Supersypnoides brunnea är en fjärilsart som beskrevs av Moore 1882. Supersypnoides brunnea ingår i släktet Supersypnoides och familjen nattflyn. Inga underarter finns listade i Catalogue of Life.